# Self-Inflicted Aerial Nostalgia
| Recensione     | Giudizio |
| -------------- | -------- |
| Piero Scaruffi | [ 1 ]    |
| All Music      |          |

Self-Inflicted Aerial Nostalgia è il terzo album in studio del gruppo musicale statunitense Guided by Voices, pubblicato nel 1989. Una nuova edizione dell'album venne inclusa nel cofanetto Box nel 1995.

## Tracce
Lato A
1. The Future Is in Eggs – 3:29
2. The Great Blake St. Canoe Race – 2:54
3. Slopes of Big Ugly – 2:06
4. Paper Girl – 2:16
5. Navigating Flood Regions – 2:38
6. An Earful O' Wax – 4:22
7. White Whale – 2:39

Lato B
1. Trampoline – 2:12
2. Short on Posters – 1:46
3. Chief Barrel Belly – 3:16
4. Dying to Try This – 1:17
5. The Qualifying Remainder – 2:55
6. Liar's Tale – 1:57
7. Radio Show (Trust the Wizard) – 4:01

## Formazione
- Steve Wilbur: basso
- Peyton Eric: batteria e percussioni
- Jim Pollard: chitarra
- Robert Pollard: chitarra e voce
- Steve Wilbur: chitarra
- Bruce Smith: batteira (brano: A6)